# Kinnarumma
Kinnarumma is een plaats in de gemeente Borås in het landschap Västergötland en de provincie Västra Götalands län in Zweden. De plaats heeft 267 inwoners (2005) en een oppervlakte van 41 hectare.